# Problem (chanson d'Ariana Grande)
Pour la chanson homonyme de Natalia Kills, voir Problem.
Singles de Ariana Grande
Santa Baby
(2014) Break Free
(2014)
Singles par Iggy Azalea
Fancy
(2014) No Mediocre
(2014)
Problem est une chanson de la chanteuse américaine Ariana Grande, en collaboration avec la rappeuse australienne Iggy Azalea. Elle est sortie le 28 avril 2014 en tant que premier single de l'album studio My Everything et est devenue un succès dans plusieurs pays dont les États-Unis, y atteignant la deuxième position du Billboard Hot 100. En France, la chanson a atteint la position 14 du Top Singles.
En 2018, le clip vidéo devient le troisième de la chanteuse à atteindre le milliard de visionnages sur YouTube.

## Classements

### Hebdomadaires
| Classement (2014)                       | Meilleure position |
| --------------------------------------- | ------------------ |
| Allemagne (Media Control AG)            | 19                 |
| Australie (ARIA)                        | 2                  |
| Autriche (Ö3 Austria Top 40)            | 16                 |
| Belgique (Flandre Ultratop 50 Airplay)  | 25                 |
| Belgique (Flandre Ultratop 50 Singles)  | 15                 |
| Belgique (Flandre Ultratop R&B/Hip-Hop) | 2                  |
| Belgique (Wallonie Ultratop 50 Airplay) | 11                 |
| Belgique (Wallonie Ultratop 50 Singles) | 11                 |
| Canada (Hot 100)                        | 3                  |
| Danemark (Tracklisten)                  | 5                  |
| Espagne (PROMUSICAE)                    | 11                 |
| États-Unis (Adult Contemporary)         | 15                 |
| États-Unis (Adult Pop Songs)            | 8                  |
| États-Unis (Dance/Mix Show Airplay)     | 2                  |
| États-Unis (Hot 100)                    | 2                  |
| États-Unis (Dance Club Songs)           | 12                 |
| États-Unis (Pop Airplay)                | 1                  |
| États-Unis (Rhythmic Songs)             | 1                  |
| Finlande (Suomen virallinen lista)      | 6                  |
| France (SNEP)                           | 14                 |
| Irlande (IRMA)                          | 1                  |
| Italie (FIMI)                           | 12                 |
| Japon (Hot 100)                         | 16                 |
| Norvège (VG-lista)                      | 6                  |
| Nouvelle-Zélande (RMNZ)                 | 1                  |
| Pays-Bas (Single Top 100)               | 10                 |
| Royaume-Uni (UK Singles Chart)          | 1                  |
| Suède (Sverigetopplistan)               | 5                  |
| Suisse (Schweizer Hitparade)            | 8                  |

### Annuels
| Classement (2014)                             | Meilleure position |
| --------------------------------------------- | ------------------ |
| Australie (ARIA)                              | 18                 |
| Autriche (Ö3 Austria Top 40)                  | 59                 |
| Belgique (Flandre Ultratop 50)                | 52                 |
| Belgique Urban (Flandre Ultratop)             | 9                  |
| Belgique (Wallonie Ultratop 50)               | 71                 |
| Canada (Canadian Hot 100)                     | 18                 |
| Danemark (Tracklisten)                        | 25                 |
| Allemagne (Official German Charts)            | 65                 |
| Italie (FIMI)                                 | 35                 |
| Japon (Japan Hot 100)                         | 45                 |
| Pays-Bas (Dutch Top 40)                       | 29                 |
| Pays-Bas (Single Top 100)                     | 22                 |
| Nouvelle-Zélande (Recorded Music NZ)          | 19                 |
| Suède (Sverigetopplistan)                     | 30                 |
| Suisse (Schweizer Hitparade)                  | 47                 |
| Corée du Sud (Gaon Chart International)       | 6                  |
| Royaume-Uni Singles (Official Charts Company) | 23                 |
| États-Unis Billboard Hot 100                  | 9                  |
| États-Unis Adult Contemporary (Billboard)     | 41                 |
| États-Unis Adult Top 40 (Billboard)           | 34                 |
| États-Unis Dance/Mix Show Airplay (Billboard) | 37                 |
| États-Unis Mainstream Top 40 (Billboard)      | 10                 |
| États-Unis Rhythmic (Billboard)               | 10                 |

| Classement (2015)                       | Meilleure position |
| --------------------------------------- | ------------------ |
| Belgique Urban (Flandre Ultratop)       | 42                 |
| Corée du Sud (Gaon Chart)               | 58                 |
| Corée du Sud (Gaon Chart International) | 5                  |

| Classement (2016)                       | Meilleure position |
| --------------------------------------- | ------------------ |
| Corée du Sud (Gaon Chart International) | 25                 |

| Classement (2017)                       | Meilleure position |
| --------------------------------------- | ------------------ |
| Corée du Sud (Gaon Chart International) | 41                 |

| Classement (2018)                       | Meilleure position |
| --------------------------------------- | ------------------ |
| Corée du Sud (Gaon Chart International) | 65                 |